# Battlestar Galactica: Blood & Chrome

Battlestar Galactica: Blood & Chrome is een prequel van de Battlestar Galactica serie. Het werd sinds 9 november 2012 als een tiendelige webserie (2 afleveringen per week) uitgezonden en in februari 2013 werd het als film uitgezonden op Syfy.
De serie speelt zich af na de andere prequel Caprica en speelt zich af tijdens de eerste cylonoorlog. William Adama komt vers van de academie en is toegewezen aan de nieuwste battlestar in de Colonial fleet: de Galactica. Zijn eerste missie is het escorteren van een jonge vrouw die belangrijke informatie over de Cylons heeft. Over de productie van de serie werd sinds 2010 gesproken. Op 13 februari 2013 verscheen Battlestar Galactica: Blood & Chrome op dvd, blu-ray en download.

## Cast
- Luke Pasqualino - William "Husker" Adama
- Ben Cotton - Coker Fasjovik
- Lili Bordán - Dr. Beka Kelly
- John Pyper-Ferguson - Xander Toth
- Zak Santiago - Armin "High Top" Diaz
- Leo Li Chiang - Osirus Marine Sergeant
- Mike Dopud - Deke Tornvald
- Brian Markinson - Commander Silas Nash
- Adrian Holmes - Lt. Decklan Elias
- Karen LeBlanc - Jenna
- Carmen Moore - Sr. Lieutenant Nina Leotie
- Toby Levins - Pilot "Sandman"
- Allison Warnyca - Jaycie McGavin
- Jill Teed - Commander Ozar
- Jordan Weller - Seamus Fahey
- Tom Stevens - Marine Baris